# Greyhound (band)
Greyhound was een Britse reggaeband die van 1971 tot 1976 actief was.

## Bezetting
- Ardley White[3]
- Danny Smith[4]
- Elliot Francis[5]
- Errol Danvers[6]
- Glenroy Oakley[7]
- Sonny Binns[8]

## Geschiedenis
Greyhound kwam voort uit de band The Rudies (ook wel Sonny Binns & the Rudies en Freddie Notes & the Rudies), waartoe ook Freddie Notes en Danny Smith behoorden. Ook onder de naam The Tillermen en Des All Stars namen ze tijdens de jaren 1960 platen op. Als The Rudies brachten ze coverversies uit van bekende hits als Patches van Clarence Carter en Montego Bay van Bobby Bloom. Nadat Notes de formatie had verlaten en was vervangen door Glenroy Oakley, wijzigden ze hun naam in Greyhound.
De eerste single bij Trojan Records onder de nieuwe naam was Black & White (zomer 1971), ook een coverversie van Sammy Davis jr. en geschreven door David Arkin en Earl Robinson. Greyhound vertolkte de song echter in reggae-ritme en scoorde met hun versie een top 10-hit in het Verenigd Koninkrijk. Het nummer bleef de grootste hit van Greyhound. Ongeveer een jaar later bewerkte de band Three Dog Night aanleunend aan Greyhounds reggae-versie de song ook en belandde daarmee op de toppositie in de Amerikaanse Billboard Hot 100.
Het lukte Greyhound om met Moon River, een song van Henry Mancini uit Breakfast at Tiffany's, en I Am What I Am (begin 1972) nog twee kleinere hits te scoren in het Verenigd Koninkrijk. In 2003 verscheen bij Trojan Records bij de Rough Trade-uitgeverij de Best Of-compilatie Black & White, die ook nummers van Sonny Binns & the Rudies, Freddie Notes & the Rudies, The Tillermen en Des All Stars bevat.

## Discografie

### Singles
Trojan Records
- 1971: Black & White
- 1971: Follow the Leader
- 1971: Moon River
- 1972: I Am What I Am
- 1972: Dream Lover
- 1973: Wily

### Albums
- 1972: Black & White (Trojan Records)
- 1976: Mango Rock (Transatlantic Records)
- 2003: Black & White – The Best of Greyhound (Trojan Records/Rough Trade Records)

### NPO Radio 2 Top 2000
| Nummer met noteringen in de NPO Radio 2 Top 2000 | '00  | '01  |
| ------------------------------------------------ | ---- | ---- |
| Black and White                                  | 1958 | 1982 |

1. ↑  Een vetgedrukt getal geeft de hoogste notering aan.
2. ↑  2000 was het eerste jaar met een notering voor dit nummer.
3. ↑  Deze tabel is bijgewerkt tot en met de laatste editie (2024).